# Anopheles messeae
Anopheles messeae este o specie de țânțari din genul Anopheles, descrisă de Falleroni în anul 1926. Conform Catalogue of Life specia Anopheles messeae nu are subspecii cunoscute.